# Peace, Love & Truth
Peace, Love & Truth («Мир, любовь и истина») — альбом-сборник песен Джона Леннона и Йоко Оно, написанных на тему борьбы за мир во всём мире. Сборник был выпущен лейблом EMI в августе 2005 года только на азиатском и австралийском рынках; во всём остальном мире в октябре этого же года был выпущен сборник Working Class Hero: The Definitive Lennon.
В некоторых странах альбом был выпущен с системой защиты Copy Control.

## Список композиций
Слова и музыка всех песен — Джон Леннон, кроме указанных особо.
| №                   | Название                                                           | Автор(ы)             | Длительность |
| ------------------- | ------------------------------------------------------------------ | -------------------- | ------------ |
| 1.                  | «Give Peace a Chance (Remix 2005)» (с участием The Voices of Asia) |                      | 6:11         |
| 2.                  | «Gimme Some Truth»                                                 |                      | 3:16         |
| 3.                  | «Love»                                                             |                      | 3:22         |
| 4.                  | «Hold On»                                                          |                      | 1:53         |
| 5.                  | «Give Peace A Chance (Y2K+)»                                       |                      | 3:54         |
| 6.                  | «Imagine»                                                          |                      | 3:04         |
| 7.                  | «Bring on the Lucie (Freeda Peeple)»                               |                      | 4:13         |
| 8.                  | «Mind Games»                                                       |                      | 4:13         |
| 9.                  | «I Don’t Want to Be a Soldier (Remix)»                             |                      | 6:04         |
| 10.                 | «Instant Karma!»                                                   |                      | 3:20         |
| 11.                 | «Power To The People»                                              |                      | 3:23         |
| 12.                 | «Real Love» (разговорная речь удалена)                             |                      | 4:08         |
| 13.                 | «Help Me to Help Myself»                                           |                      | 2:09         |
| 14.                 | «I Don’t Wanna Face It»                                            |                      | 3:23         |
| 15.                 | «Bless You»                                                        |                      | 4:37         |
| 16.                 | «Happy Xmas (War Is Over)»                                         | Джон Леннон/Йоко Оно | 3:34         |
| 17.                 | «Listen the Snow Is Falling»                                       | Йоко Оно             | 3:10         |
| 18.                 | «Give Peace a Chance»                                              |                      | 4:54         |
| Общая длительность: | Общая длительность:                                                | Общая длительность:  | 68:48        |